# Embalse Multipropósito Cinera
El Embalse Multipropósito del Cínera fue un proyecto de embalse para el área metropolitana de Cúcuta, en Colombia, ideado por el ingeniero Senén Botello Rangél. Finalmente se descartó, y se optó por la construcción del Acueducto Metropolitano de Cúcuta.

## Descripción
Con este embalse se propone solucionar el suministro de agua potable a todos los municipios del área metropolitana de Cúcuta. Incluso tendrá impacto en los municipios de Ureña y San Antonio del Táchira en Venezuela. También produciría energía eléctrica (a un precio menor que el de la termoeléctrica), y la región tendría un gran centro turístico y recreativo.

## Ubicación
Está situado en la Cordillera Oriental, en el departamento del Norte de Santander, dos kilómetros abajo de la confluencia de los ríos Zulia y Salazar, entre los municipios de Durania, Salazar, Arboledas y San Cayetano.

## Estado actual del proyecto
Ya existen estudios de prefactibilidad y el sitio de ubicación está determinado. Los estudios aún no contemplan todos los beneficios inherentes a su carácter multipropósito. Después de décadas de inactividad, la administración del gobernador departamental, Edgar Díaz, ha optado por intentar ceder contratos que anulen este proyecto afectando a todo un municipio, en lugar de reiniciar gestiones entre la gobernación, la ciudad de Cúcuta y la Nación para revivir el convenio con la CCC y otras entidades para conseguir la viabilidad financiera, técnica y ambiental del proyecto.

## Valor
El valor total del proyecto, en el momento de su presentación en la ExpoDesarrollo de Medellín en 2009, fue de 479 millones de dólares.